# Militär

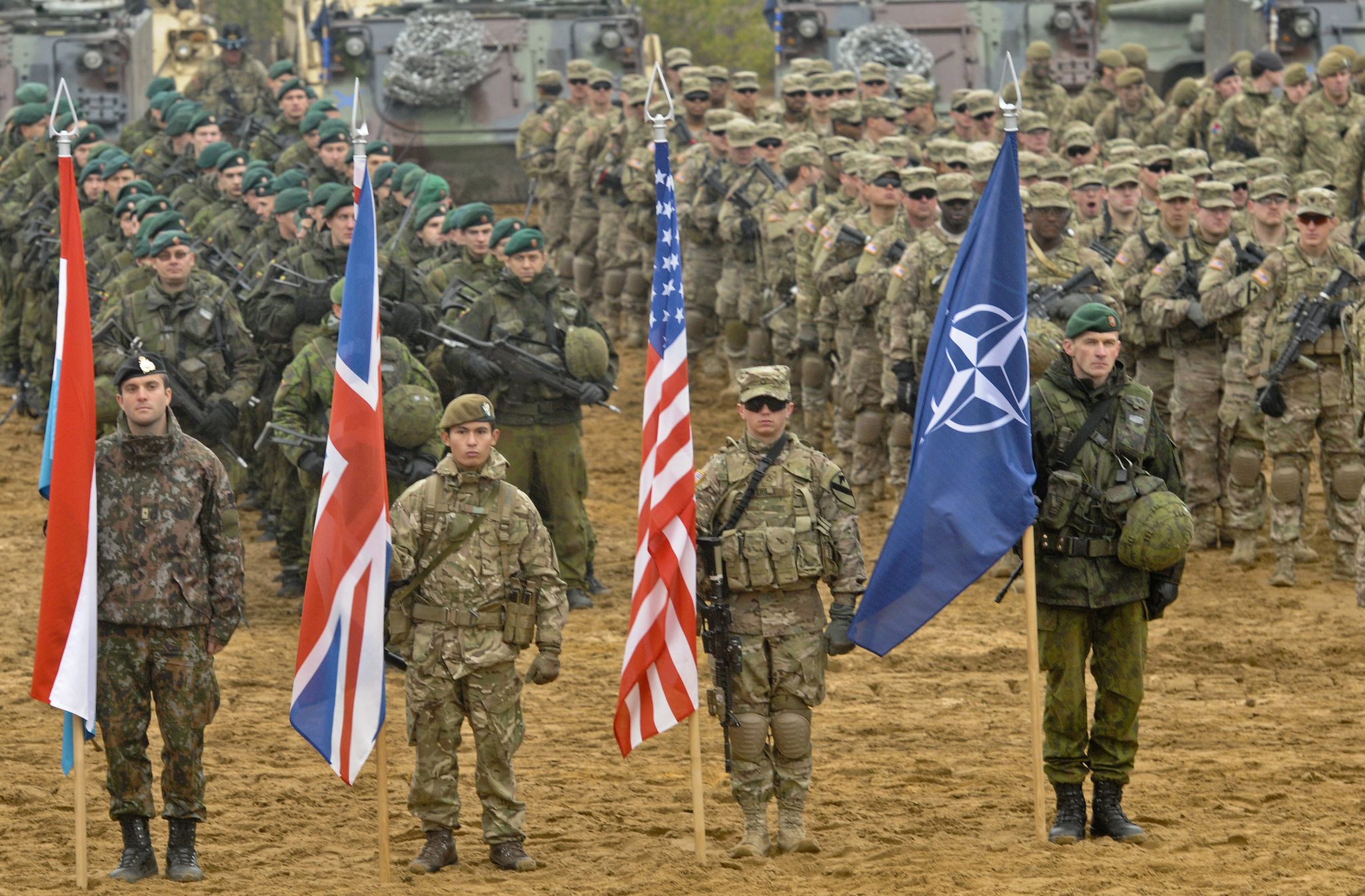
NATO-trupp i Pabradė i Litauen, november 2014

Militär är den eller det som tillhör en stats organiserade krigsmakt och som av regeringen givits i uppdrag att använda vapen för att försvara landets gränser eller intressen, vare sig det är ett verkligt hot eller vad som uppfattas som hot om våld.
Militären fungerar ofta som ett samhälle i samhället, med egna områden, industrier, skolor, sjukvård och andra funktioner i ett samhälle.
Soldatbegreppet går längre tillbaka än vad som finns dokumenterat. Några av de mest välbevarade bilderna av antikens historia visar just de dåtida militära ledarnas bragder. Slaget vid Kadesh, sannolikt utkämpat 1299 eller 1285 f.Kr. vid Nahr al-Asi mellan de egyptiska trupperna ledda av farao Ramses II och de hettistiska under kung Muwatalli II, skildras i en relief på ett av Ramses monument. Tusen år senare var den förste kejsaren av Kina, Qin Shi Huangdi, så fast besluten att imponera på gudarna med sin militära makt att han begravdes med en armé av terrakottasoldater. Det romerska riket byggde stora delar av sitt välstånd på militära operationer, något som än idag kan ses i monument från tiden. 
I modern tid har världskrig och ett oräkneligt antal större konflikter ändrat användningen av militär på ett sätt som antikens folk inte skulle känna igen. Riken har kommit och gått, stater har växt och gått under. Stora förändringar har skett även på det sociala planet, men militärmakt fortsätter att dominera internationell politik. Den militära betydelsen i ett lands politik, nationellt och internationellt, är lika stor som den alltid varit.

## Etymologi
Ordet militär härstammar från latinets militarius, från miles (genitiv militis) som betyder "soldat". Det finns en teori om att ordet miles kommer från milium, som betyder "hirs" på svenska, på grund av att soldater ofta blev utfodrade med just hirs.

## Definition
Begreppet militär kan referera till vilken beväpnad styrka som helst, men normalt sett menas en permanent styrka av soldater. Det kan även syfta på gerilla - temporära styrkor tränade för krigföring, men som skiljer sig från en sanktionerad militär. Även otränade medborgargarden, som kallas in som reservstyrka när nationen mobiliseras för anfallskrig eller försvar, kan referas till. Ofta syftar begreppet militär på en armé.

## Militärhistoria

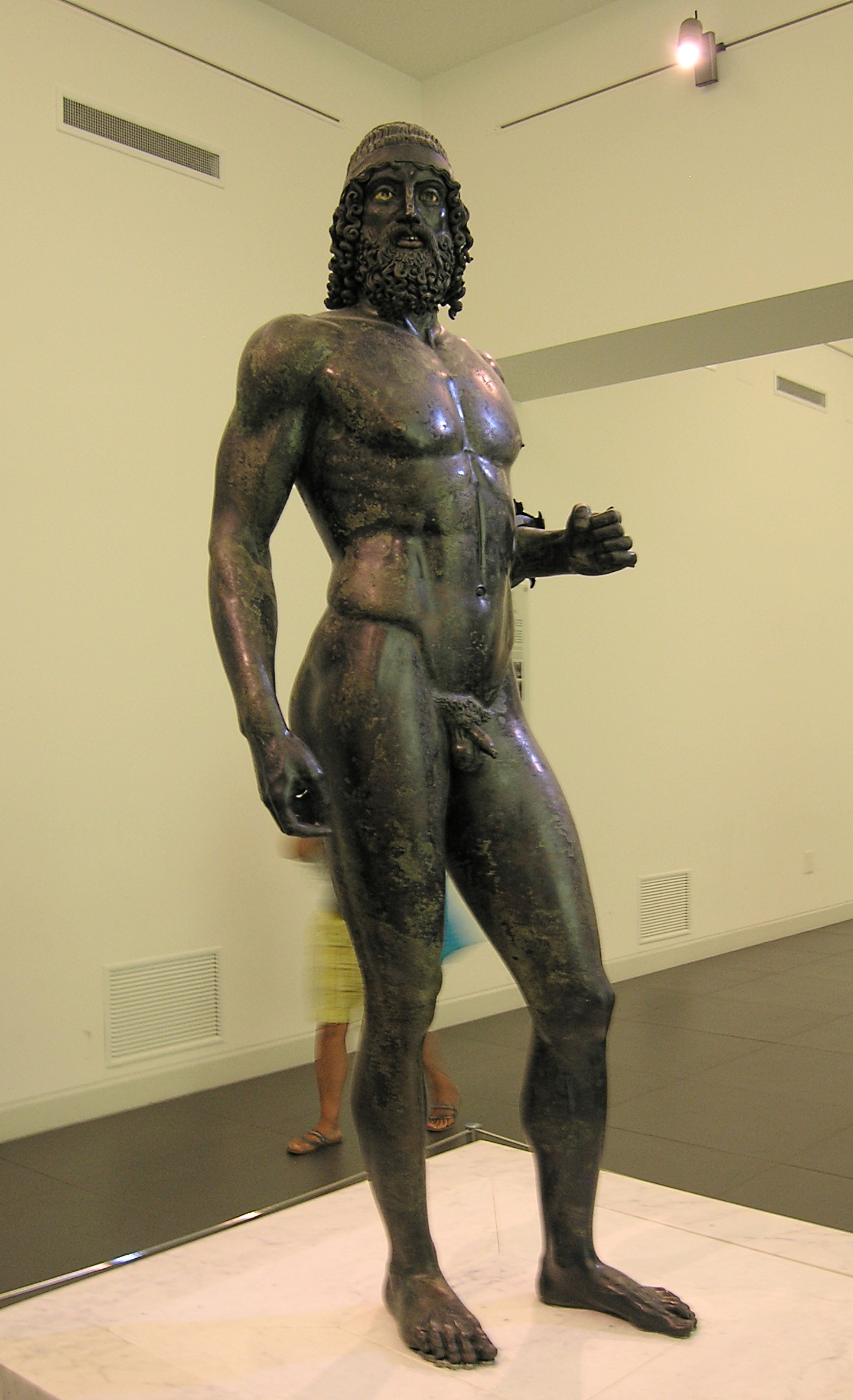
En gammal grekisk krigare från cirka 450 f.Kr.

Militären har under historien varierat i organisation och utseende. Tidiga arméer bestod troligtvis av män beväpnade med vässade stavar och stenar. Genom historien har de utvecklats med till exempel beridna soldater, vapen av metall, pil och båge, vapen för belägring, stigbygeln, samt utvecklingen av musköten och senare geväret som är grunden till dagens beväpnade styrkor i de flesta länder. Under modern tid använder militären sig av motorfordon och eldvapen.

## Organisation
Militären är i allmänhet hierarkiskt organiserad i en linjeorganisation med officerare som ger order till lägre officerare eller underbefäl och vidare till meniga soldater.

## Militären och samhället
En doktrin där militären i ett samhälle står högst kallas för militarism.